# The English Company's Islands
The English Company's Islands è un gruppo di 47 isole situate nel mare degli Arafura, all'estremità nord-est della Terra di Arnhem nel Territorio del Nord, in Australia. Le isole fanno parte della contea di East Arnhem. Sono terreni di proprietà aborigena gestiti dal Arnhem Land Aboriginal Land Trust.

## Geografia
Le English Company's Islands si estendono a nord-est della baia di Buckingham e a nord della baia di Arnhem lungo una linea parallela alle Wessel Islands all'estremità nord-est della Terra di Arnhem. La superficie complessiva dell'arcipelago è di 154 km². L'isola più estesa del gruppo è Inglis Island. Le isole maggiori sono:
- Inglis Island, l'isola più estesa, con accostato a nord-est l'isolotto di Bosanquet;
- Astell Islands, alta 76 m[2] (11°53′03″S 136°24′51″E);
- Pobassoo Islet, alta 69 m[2] si trova a sud-est di Astell, accostata alla punta meridionale di Cotton Island (11°54′35″S 136°26′56″E). Il piccolo isolotto di Herald Islet è situato a ovest a 0,5 M;
- Cotton Island, alta 126 m[2] (11°50′52″S 136°28′31″E);
- Wigram Island, è lunga circa 13 km e alta 63 m[2] (11°46′23″S 136°34′32″E). A nord est della sua estremità settentrionale si trova il piccolo isolotto Miller Islet;
- Truant Island, alta 46 m[2] e marcata da un segnale luminoso[2] è l'isola più settentrionale e dista da Wigram 12 M (11°39′59″S 136°49′38″E);
- Brombly Islets, gruppo di isolotti disposti lungo una linea parallela a sud-est, che parte da Cape Wilberforce, divisi da Cotton e Wigram Island da un canale chiamato Malay Road[2]. Il maggiore degli isolotti si chiama Bromby Islet 11°49′47″S 136°40′15″E).

A sud di Inglis Island, all'ingresso della baia di Arnhem si trova Mallison Island (12°11′06″S 136°07′48″E).

## Storia

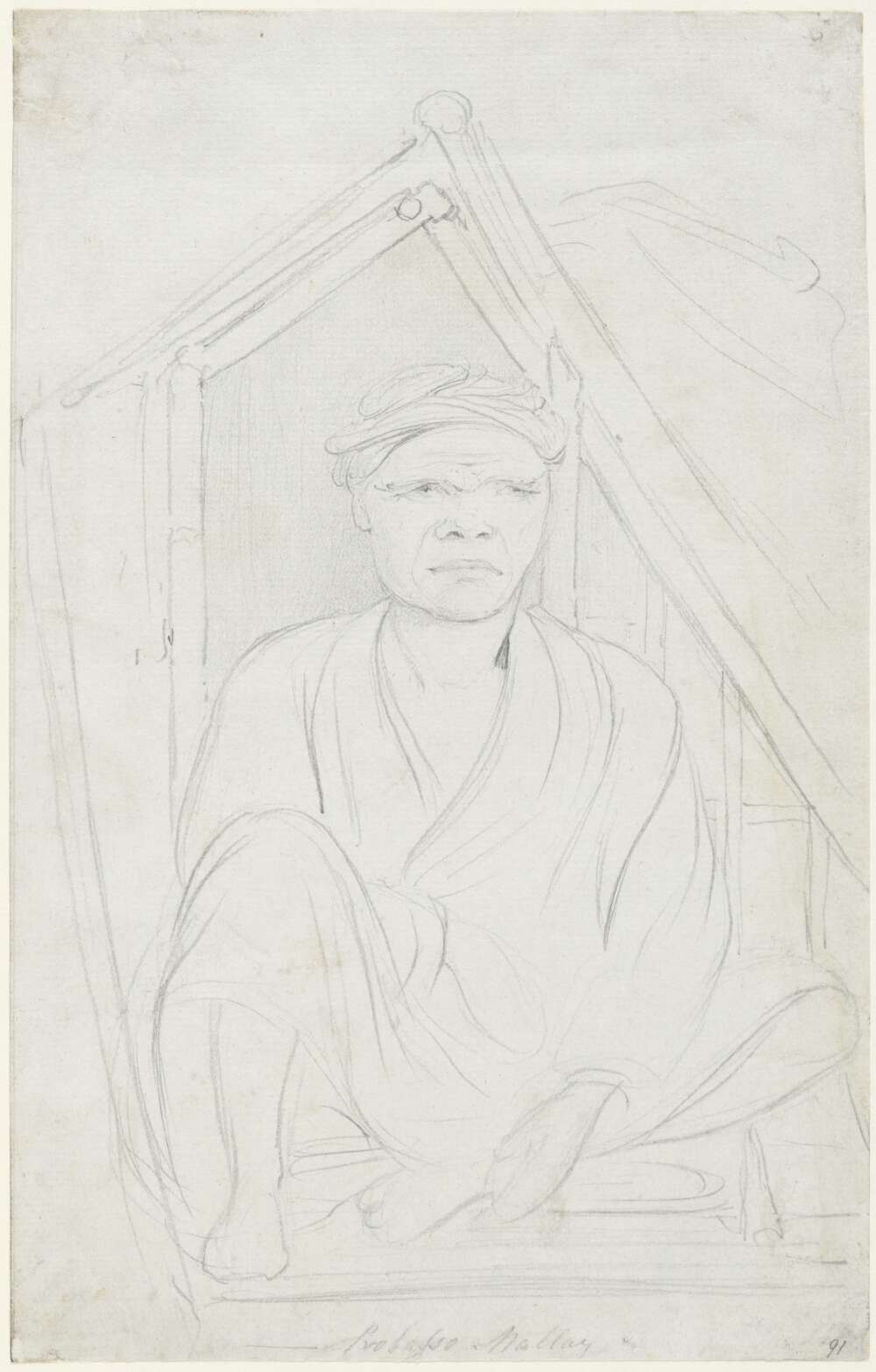
Ritratto di Pobassoo di WIlliam Westall (1803) che era imbarcato con Flinders.

Le isole furono mappate e nominate nel febbraio del 1803 da Matthew Flinders, sul HMS Investigator, che assegnò il nome di Malay Road al canale dove aveva ancorato la nave. Nominò inoltre molte isole prendendo i nomi di personaggi dell'East India Directory. Assegnò il nome a Inglis Island, Wigram's Island, Cotton's Island (in onore del capitano Cotton), Bosanquet e Pobassoo Island, dal nome del capo di un equipaggio di musulmani provenienti da Makassar su alcune imbarcazioni e che commerciavano nella zona. Del personaggio di Pobassoo Flinders racconta ampiamente nel suo diario. Altre denominazioni di Flinders sono Mallison Island e Arnhem Bay.